# نق (سلوك)
النَق (نقّ، ينقّ، نقّا) في التواصل بين الأشخاص، هو السلوك المتكرر بشكل مزعج ومستبد ومتغطرس، أو هو حث أو استثارة شخص ما بشكل متكرر من أجل القيام بأمر ما أو تنفيذ شيء تم الإتفاق عليه.

## الكلمة الإنكليزية
كما عبرت إليزابيث بيرنشتاين (Elizabeth Bernstein)، وهي مراسلة في صحيفة وول ستريت جورنال، فإن النق هو «التفاعل الذي يقدم فيه شخص ما طلبًا مرارًا وتكرارًا، ويتجاهله الشخص الآخر مرارًا وتكرارًا، ويصبح كل منهما مزعجًا على نحو متزايد». وبجانب ذلك، فإن النق هو شكل من أشكال محاولة الإقناع المستمر والذي يعتبر أكثر تكرارًا من العدوانية، حيث أنه تفاعل يساهم فيه كل طرف من الأطراف.
النق هو شكل شائع جدا من الإقناع المستخدم في جميع جوانب الحياة بما في ذلك المحلية والمهنية. كما أنه أيضا ممارسة شائعة لتجنب المزيد من الحركات العدوانية للإقناع مثل التهديدات. الكلمة الإنكليزية مشتقة من (nagga) الاسكندنافية، وتعني «يزعج».